# Gran mondo
Gran mondo (Fashion Row) è un film muto del 1923 diretto da Robert Z. Leonard. Prodotto dalla Tiffany Productions, aveva come interpreti Mae Murray (nel doppio ruolo di due sorelle), Earle Foxe, Freeman Wood, Mathilde Brundage, Elmo Lincoln, Sidney Franklin, Rosa Rosanova. La fotografia era di Oliver T. Marsh, la sceneggiatura era firmata da Sada Cowan e Howard Higgin.

## Trama
Due sorelle contadine fuggono dalla Russia durante la rivoluzione, andando in America. Negli Stati Uniti, Olga, la maggiore, si traveste da principessa, diventa una famosa attrice e sposa un milionario, ripudiando la sorella minore, Zita. Questa, però, non si fa illusioni sulla miseria passata o sulla povertà presente. Quando Kaminoff, un corteggiatore respinto, spara alla sorella, uccidendola, Zita viene adottata dalla famiglia del cognato.

## Produzione
L'attrice Mae Murray aveva comprato un soggetto originale da Sada Cowan e Howard Higgin ai quali aveva poi affidato la sceneggiatura del film che, prodotto dalla Tiffany Productions, venne girato tra giugno e ottobre 1923. Annunciato in maggio con il titolo Conquest, Motion Picture News del 23 giugno 1923 affermava che il titolo era stato cambiato in Fashion Row.

## Distribuzione
Il copyright, richiesto dalla Tiffany Productions, Inc., fu registrato il 5 dicembre 1923 con il numero LP19732.

Distribuito dalla Metro Pictures Corporation, il film uscì nelle sale cinematografiche degli Stati Uniti il 3 dicembre 1923. A Los Angeles, fu presentato nel dicembre 1923 o nel gennaio 1924. In Finlandia, uscì il 1º febbraio 1925; in Danimarca, il 18 marzo 1925 con il titolo Russisk Blod.
In Italia, venne distribuito il 1º marzo 1926; in Portogallo, il 14 settembre 1926 con il titolo A Princesa Olga; in Germania, prese il titolo Frau van Corlands Vergangenheit, in Spagna quello di El círculo de la moda.

### Censura
Nell'edizione distribuita in Italia la censura italiana attenuò le scene in cui Olga Farinova in un ritrovo di malavita, danza lascivamente fra uomini abbruttiti dal vino e che tentano di abbracciarla. Inoltre vennero eliminati dei fotogrammi dalla scena in cui la stessa colpisce al viso con un coltello uno degli avventori, e soppresse la scena in cui uno di questi appare col viso sfregiato da una larga e sanguinante ferita.

### Conservazione
Non si conoscono copie ancora esistenti della pellicola che viene considerata presumibilmente perduta.